# Zwarte koningsklip
De Zwarte koningsklip (Genypterus maculatus) is een straalvinnige vis uit de familie van Ophidiidae en behoort derhalve tot de orde van naaldvisachtigen (Ophidiiformes). De vis kan een lengte bereiken van 60 cm.

## Leefomgeving
Genypterus maculatus is een zoutwatervis. De vis prefereert een tropisch klimaat en leeft hoofdzakelijk in de Grote Oceaan.

## Relatie tot de mens
Genypterus maculatus is voor de visserij van aanzienlijk commercieel belang. In de hengelsport wordt er weinig op de vis gejaagd.